# رنه لوبلو
رنه لوبلو (انگلیسی: René Lobello؛ زادهٔ ۵ مهٔ ۱۹۶۳) بازیکن فوتبال، و سرمربی (فوتبال) اهل فرانسه است.
از باشگاه‌هایی که در آن بازی کرده‌است می‌توان به باشگاه فوتبال پاری سن ژرمن اشاره کرد.